# Холодники (станція)
Холо́дники (біл. Хало́днікі) — проміжна залізнична станція Гомельського відділення Білоруської залізниці на лінії Жлобин — Калинковичі між зупинними пунктами Плудім (5,2 км) та Уболоть (5,7 км). Розташована в однойменному селі Холодники Калинковицького району Гомельської області. За 1 км від станції розташована автобусна станція.

## Історія
Станція відкрита 1915 року під час будівництва залізничної лінії Жлобин — Калинковичі (частини магістральної лінії Санкт-Петербург — Одеса).
2020 року розпочалися роботи з електрифікації дільниці Свєтлогорськ-на-Березині — Калинковичі.

## Пасажирське сполучення
Приміське пасажирське сполучення здійснюється поїздами регіональних ліній економкласу сполученням Жлобин — Калинковичі.